# Millaró de la Tercia
Millaró de la Tercia es una localidad española, perteneciente al municipio de Villamanín, en la provincia de León y la comarca de La Tercia del Camino, en la Montaña Central, Comunidad Autónoma de Castilla y León.
Situado sobre el cauce del Arroyo de Millaró, afluente del río Bernesga.
Los terrenos de Millaró de la Tercia limitan con los de Asturias al norte, Piedrafita y Piornedo al noreste, Campo y Villanueva de Pontedo al este, Cármenes al sureste, Barrio de la Tercia al sur, Golpejar de la Tercia y Villanueva de la Tercia al suroeste, Camplongo de la Tercia al oeste, y Tonín de Arbas al noroeste.
Perteneció al antiguo Concejo de la Tercia del Camino.